# Фёдоровка (Енотаевский район)
Фёдоровка — село в Енотаевском районе Астраханской области, административный центр Фёдоровского сельсовета.

## География
Находится в дельте реки Волги, на месте слияния ерика Подгорный и реки Воложка; близ районного центра Енотаевка.
Уличная сеть
состоит из 16 географических объектов:
- Переулок: Ленина пер.
- Улицы: ул. 1 Мая, ул. Комплекс, ул. Космонавтов, ул. Ленина, ул. Мира, ул. Молодежная, ул. Молодой Гвардии, ул. МТФ, ул. ОТФ, ул. Садовая, ул. Сельскохозяйственная точка

## Население
| 2002 | 2010 |
| ---- | ---- |
| 916  | ↘862 |

## Инфраструктура
Объект почтовой связи (ул. Космонавтов, 3)
МОУ «ООШ с. Фёдоровка»
Сельский Дом культуры муниципального образования Фёдоровский сельсовет
Администрация МО Фёдоровский сельсовет